# Ліга Півночі
Ліга Півночі — італійська політична права проросійська партія. У її складі: Луча Зайя, президент Венето, Роберт Кота, президент П'ємонту, і Роберто Мароні, міністр внутрішніх справ у четвертому кабінеті Сільвіо Берлусконі.

## Опис
Представлена: палата депутатів — 125 із 630, сенат — 60 із 315, Європарламент — 29 із 76.
У 1980-тих кілька окремих сепаратистських північно італійських рухів об'єднались в Лігу Півночі на чолі з Умберто Боссі. Партії-засновники Ліги Півночі:
- Ліга Ломбардії
- П'ємонтські автономісти
- Лігурійський союз
- Ліга Емілія-Романья
- Тосканський союз

2024 року стало відомо, що 2018 року керівництво партії домовлялося про фінансування зі співробітниками п'ятої служби ФСБ. Одним із учасників був Джанлука Савоіні — права рука лідера партії Маттео Сальвіні, який тоді був віцепрем'єром і міністром МВС Італії.